# 阿治·格雷
阿治·占士·法蘭西斯·格雷（英語：Archie James Francis Gray，2006年3月12日—）是一名英格蘭職業足球運動員，主要司職正中場及右後衛，但亦可勝任中後場多個位置。現時效力英格蘭超級足球聯賽球會熱刺。

## 球會生涯

### 列斯聯
格雷出生於英格蘭達蘭，小時候加入列斯聯的9歲以下級別球隊。由於他在青訓學院的進步很快，應時任主帥的要求，列斯聯和格雷的學校（哈罗盖特的聖約翰費舍爾天主教高中）必須達成協議，令格雷可以缺課以便與一線隊一起訓練。
2021年12月18日，15歲的格雷在對陣阿仙奴的英超比賽中入選後備名單。如果他上場，他將打破在1962年創下的列斯聯最年輕球員紀錄。整個2021-22賽季他五次列入替補名單，但未有出場。
2022年9月，格雷與列斯聯簽署了為期兩年的獎學金協議。
2023年8月6日，格雷在艾蘭路球場對陣卡迪夫城的2023-24年賽季英冠聯賽揭幕戰中首次代表列斯聯一線隊出場。格雷在所有賽事中出場52次，最終列斯聯在附加賽決賽中輸給了南安普敦。2024年4月，他獲得英格蘭冠軍足球聯賽年度最佳青年球員。

### 熱刺
2024年7月2日，格雷與英超俱樂部熱刺簽約，費用未公開，據報導約4000萬英鎊。

## 國際賽生涯
格雷曾代表英格蘭參加16歲以下、17歲以下和21歲以下級別的比賽。他仍然有資格代表蘇格蘭。
2023年5月17日，格雷入選英格蘭參加2023年歐洲U-17足球錦標賽的陣容。
在入選過英格蘭U19的陣容後，2023年11月16日格雷在基普莫特體育場0比3輸給義大利的比賽中完成了他的U20首秀。
2024年3月22日，格雷在2025年歐洲U-21足球錦標賽預選賽對陣阿塞拜疆U21的比賽中首次代表英格蘭U21出場並進球，最終英格蘭在巴库以5-1獲勝。

## 榮譽

### 俱乐部
热刺
- 欧洲联赛冠軍：2024–25年[14]

個人
- 英格蘭冠軍足球聯賽年度最佳青年球員：2023–24[8]
- 英格蘭冠軍足球聯賽年度最佳學徒球員：2023–24[8]
- 列斯聯賽季最佳年輕球員：2023–24[15]